# Death metal

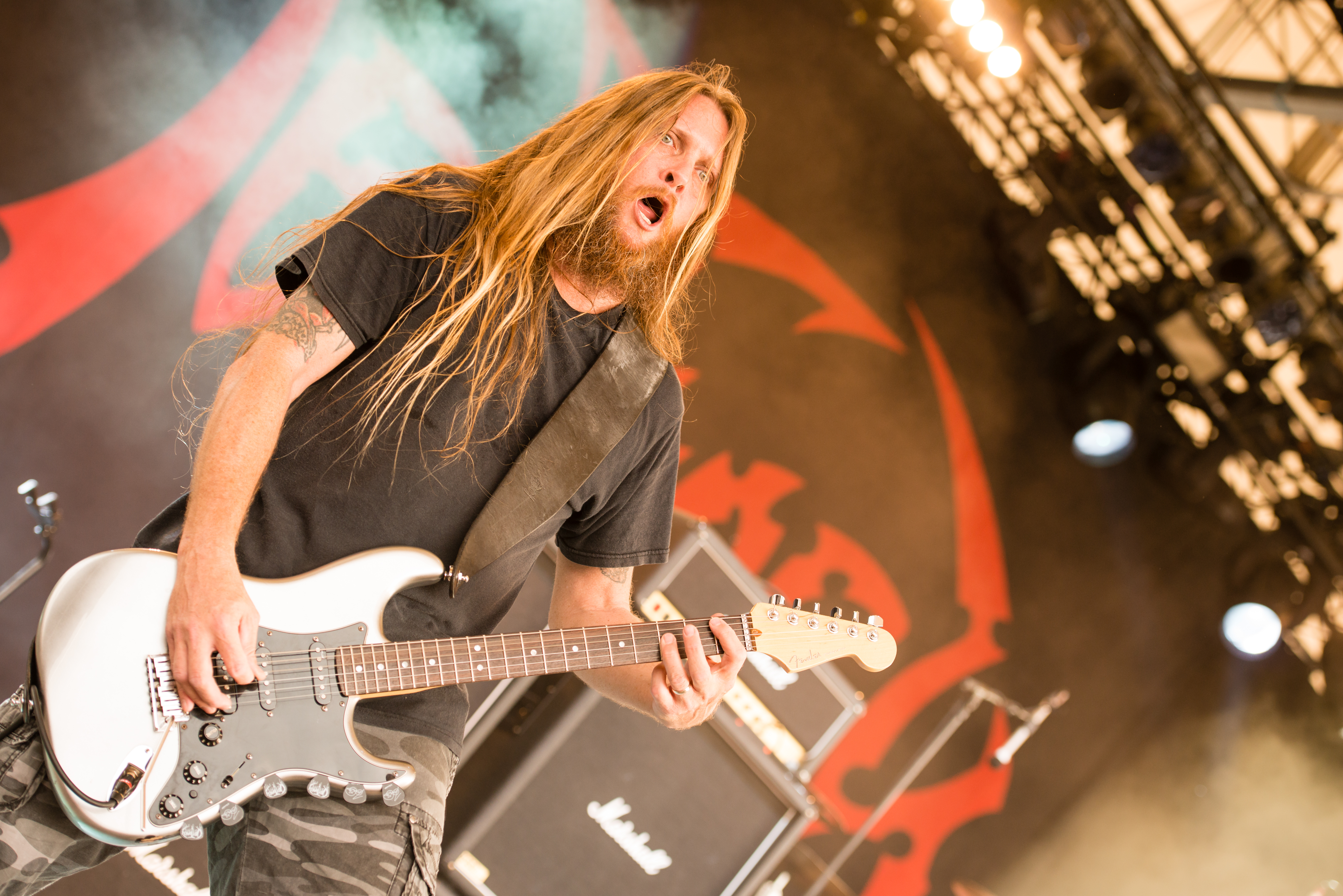
Trevor Peres, chitarrista degli Obituary

Il death metal è un sottogenere dell'heavy metal, originatosi sul finire degli anni ottanta negli Stati Uniti d'America. Il death metal, pur rimanendo uno stile di nicchia, ha riscosso buoni pareri di pubblico e critica, trovando largo spazio nell'America del Nord ed Europa, grazie a Possessed, Death, Deicide, Six Feet Under, Obituary, Morbid Angel, Cannibal Corpse e Master, considerati i pionieri del genere, ma anche all'apporto di case discografiche come Earache Records, Roadrunner Records e Metal Blade Records.

## Storia

### I precursori e la nascita del genere
Il death metal trae principalmente spunto dallo speed/thrash metal di Slayer e Kreator e dai primi gruppi black metal come i Celtic Frost. Cominciò a svilupparsi nella metà degli anni ottanta, prendendo spunto dalla tecnica compositiva e dalle tematiche del thrash. Argomenti tipici del death metal riguardano morte, violenza e distruzione.
Gli Slayer sono stati una delle più grandi fonti di ispirazione per il genere (MTV li giudica i diretti responsabili della nascita del death metal). Dopo il disco d'esordio Show No Mercy (1983), album piuttosto influenzato dai Judas Priest e dai gruppi NWOBHM, la band di Kerry King, con l'Ep Haunting the Chapel (1984), propose un sound più diretto ed aggressivo rispetto agli album dei coevi Metallica, Megadeth e Anthrax. Sebbene affondino le loro radici nel thrash metal, il secondo e terzo album degli Slayer, Hell Awaits (1985) e ancor di più Reign in Blood (1986), sono considerati molto influenti per numerose band di questa corrente (All Music Guide sostiene che Reign in Blood abbia ispirato l'intero genere death metal).
Anche i Possessed hanno avuto un ruolo importante. Nel 1985, pubblicarono Seven Churches, il quale trae ispirazione dai primi lavori degli Slayer ma mostrò un sound abbastanza diverso. Esso presenta parti cantate in growl (la tipica voce usata nel genere), sebbene in forma grezza e non ancora maturata a pieno. Mentre alcuni definiscono i Death la prima band del genere, (avendo registrato il loro primo demo nel 1983), altri attribuiscono questo primato ai Possessed ed altri ancora ai Necrophagia. Da annoverare tra gli ispiratori della corrente anche i tedeschi Kreator, considerati importanti per la nascita di molte band grazie al secondo album Pleasure to Kill (1986).
Lodevole fu anche l'apporto degli svizzeri Celtic Frost con i loro album To Mega Therion (1985) e Into the Pandemonium (1987), i quali contribuirono molto a far nascere il death metal in Europa.
Se Slayer, Possessed, Kreator e Celtic Frost furono i maggiori ispiratori, i Death furono, per molti, la prima band del genere in senso stretto. Se Seven Churches rappresentò la transizione dal thrash al death metal, il primo album dei Death (Scream Bloody Gore, 1987) fissò subito quelle che sarebbero state le coordinate stilistiche del genere. Altri citano tra le prime death metal band i Master che, nonostante non abbiano la stessa fama di altri epigoni del genere, sono considerati molto influenti per il death metal e contribuirono a diffondere il genere nella parte nord-est degli Stati Uniti (Illinois, New York, Pennsylvania).

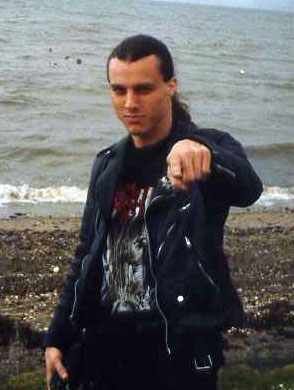
Chuck Schuldiner, fondatore dei Death e spesso considerato il «padrino del death metal»

### Origini del nome
Ci sono numerose teorie riguardanti l'origine del termine "death metal". Certe fonti sostengono che fu un giornalista floridiano ad inventare il nome per identificare il genere suonato dai Death, chiamandolo "Deaths Metal".
Altri sostengono che i Possessed coniarono questo nome con il loro primo demo chiamato proprio Death Metal (1984) e la canzone omonima è inserita nel disco Seven Churches. Altri ritengono che esso derivi dal nome di una fanzine chiamata "Death Metal" di Thomas Fischer e Martin Ain degli Hellhammer (entrambi futuri membri dei Celtic Frost). Un'altra ipotesi è che la derivazione di questo nome provenga da una demo dei Death intitolata Death by Metal (1983), pubblicata quando ancora si chiamavano "Mantas". Ugualmente ai Possessed, anche gli Onslaught nel loro primo album Power from Hell del 1985, hanno una traccia intitolata Death Metal.

### La diffusione

#### Nord America
Grazie ai gruppi sopra citati, il genere iniziò a diffondersi rapidamente, prima nella madrepatria Florida, poi in tutti gli Stati Uniti ed infine nel resto del mondo, in particolar modo in Europa. Dalla Florida uscirono altre band illustri quanto i Death, vale a dire Obituary e Morbid Angel.
I primi si distinsero immediatamente con il loro death metal caratterizzato, perlopiù, da tempi lenti ed ossessivi, il tutto riscontrabile, ad esempio, nei dischi Slowly We Rot (1989) e Cause of Death (1990). I secondi invece, con Altars of Madness (1989) e Blessed Are the Sick (1991), esternarono un death metal più feroce e parzialmente contaminato dal grindcore britannico (non a caso, i componenti Pete Sandoval e David Vincent suonavano, in passato, in un gruppo grind, i Terrorizer). Nella stessa zona nacquero i Deicide, anch'essi esecutori di un death violento ed arricchito con tematiche sataniste ed anticristiane.
Nel giro di poco tempo in varie zone degli Stati Uniti e del Canada iniziarono a fiorire altre band molto attive e importanti come Gorguts, Malevolent Creation, Cannibal Corpse, Necrophagia, Suffocation, Massacre, Autopsy, Rotting, Kataklysm e Macabre: la Grande Mela fu terreno particolarmente fiorente e caratteristico per il genere, al punto che la scena Death proposta da band newyorkesi quali ad esempio Suffocation, Immolation, Incantation e Mortician, sviluppatasi all'inizio degli anni novanta, viene ancora spesso identificata con l'appelativo di "New York Death Metal" (spesso abbreviato in NYDM), essendo tutti questi gruppi fondati nell'omonima città.

#### Europa
Il death metal trovò terreno fertile anche nel "Vecchio Continente", soprattutto nei paesi scandinavi. Questi gruppi trassero ispirazione in particolare dal death metal di Autopsy e Carcass e dalla scena hardcore punk già allora sviluppata in scandinavia.
La Svezia, in particolare, vide la proliferazione di noti gruppi del genere. Tra i più estremi sono da citare gli Entombed, i Dismember, i Grave, i Bloodbath e gli Hypocrisy. Alcune di queste band partirono come gruppi di death metal classico e trasformarono il loro suono negli anni rendendolo più melodico, permettendo di dare i natali al filone melodic death metal. Sulla scia di questi gruppi nacquero altre famose formazioni come Dark Tranquillity, In Flames, At the Gates, Soilwork e Ceremonial Oath.
In Finlandia si sviluppò una vasta scena che rimase quasi totalmente nell'underground caratterizzata da accordature basse e sonorità cupe e ipnotiche. Tra i maggiori esponenti del genere si annoverano i Demigod, i Demilich, gli Abhorrence, gli Xysma, i Disgrace e i Convulse. I Demilich, in particolare, proposero una versione molto tecnica e sperimentale del classico death finlandese. Pochi gruppi finlandesi guadagnarono il successo, tra questi si possono citare Amorphis e Sentenced. Questi gruppi tuttavia presentavano meno enfasi sullo stile cupo dei conterranei e si sono discostati quasi sin dall'inizio dalle coordinate stilistiche del death metal tradizionale.
In Gran Bretagna il death metal ebbe una grande influenza sui gruppi grindcore (genere spesso confuso con il death). I Napalm Death, ad esempio, dopo gli esordi grindcore con Scum e From Enslavement to Obliteration iniziarono a passare ad un violento death metal con Harmony Corruption. Idem i Carcass che si avvicinarono sempre più al death metal con Symphonies of Sickness (1989) e la loro evoluzione divenne più tecnica e melodica con Necroticism - Descanting the Insalubrious (1991), mantenendo comunque le loro tematiche riguardanti, prevalentemente, autopsie. Altri gruppi britannici da citare sono Benediction, Bolt Thrower e Cancer.
Nel resto d'Europa si misero in luce gli olandesi Gorefest, Sinister e Asphyx, i tedeschi Necrophagist e Obscenity, i francesi Loudblast e Kronos ed i polacchi Vader. In Italia si distinsero Detestor e Sadist.

## Lo stile
Il death metal portò innovazioni a suo tempo, dal punto di vista stilistico e tecnico. Le sue peculiarità sono ritmiche veloci, bruschi cambi di tempo, testi morbosi e voci gutturali. La struttura musicale del death metal può variare dal semplice e brutale fino al complesso e raffinato. La chitarra presenta un suono ancor più distorto rispetto al passato e sonorità molto più basse rispetto al thrash e al classico metal. Tecniche chitarristiche sovente usate sono il palm muting, il tremolo picking e riff talvolta velocissimi, talvolta lenti spesso arricchiti con armonici e tapping. Dal punto di vista della tonalità, nel death metal e nei suoi sottogeneri (salvo il melodic death metal e altri casi rari) vengono utilizzate le scale arabe, orientali e diminuite.
Anche la batteria gioca un ruolo molto importante. D'obbligo l'uso della doppia cassa, spesso usata per creare un possente "muro sonoro" ma viene anche impiegata per creare intricate diteggiature e abbellimenti come flam e colpi raddoppiati. Nel brutal death metal, corrente ancor più estrema del death, è di prassi usare il blast beat, una ritmica batteristica velocissima che dà un tocco molto più aggressivo. Le parti vocali nel death vennero completamente rivoluzionate. Nel genere è usato il growl, voce gutturale e atonale che esprime notevole violenza. In rare occasioni è anche usato lo scream, stile di voce riscontrabile nel black metal.
Il basso era lo strumento messo un po' in secondo piano rispetto agli altri e, generalmente, tendeva a seguire gli schemi della chitarra. Col passare del tempo, soprattutto con le successive generazioni di gruppi death metal, il basso iniziò ad assumere un ruolo fondamentale quanto gli altri strumenti e iniziò ad interpretare parti soliste e non solamente ritmiche (Steve DiGiorgio, Roger Patterson, Tony Choy e Alex Webster furono tra i primi bassisti ad aver dato a questo strumento un posto di rilievo nel genere).
Le tematiche principali sono horror, satanismo e occultismo, le quali hanno spesso portato i gruppi di questa corrente ad essere accusati di incitare i giovani alla violenza, secondo i politici e i conservatori. Tuttavia, è possibile riscontrare, in particolar modo nel technical death metal, argomenti più "maturi" come guerra, disagio esistenziale e politica. Alcuni gruppi, infine, incorporano nei loro testi elementi fantastici e fantascientifici. Per quanto riguarda quest'ultimo tema, una delle fonti più citate sono i racconti di H.P Lovecraft; negli ultimi anni in particolar modo sono sorte numerose band esclusivamente dedite all'universo dello scrittore di Providence (Sulphur Aeon, Chthe'ilist, Starspawn).

## Le diramazioni

### Blackened death metal
Sottogenere che fonde elementi di death metal e black metal. La maggior parte delle band che fanno parte di questa scena sono nate come gruppi prevalentemente black metal, look compreso, per poi abbracciare influenze death metal, o viceversa come nel caso degli Angelcorpse. Il genere ha preso forma con album come The Nocturnal Silence dei Necrophobic, IX Equilibrium degli Emperor e Satanica dei Behemoth.
Caratteristiche del genere sono un cantato death metal influenzato dallo stile black, riff technical death metal alternati ad altri semplici black metal e un lavoro di batteria estremamente veloce e spesso ripetitivo, con un approccio derivante dal death.
Le band blackened death metal hanno spesso influenze esterne al death o al black: i Deströyer 666 si ispirano al thrash metal, alcuni album di Akercocke, Behemoth e Emperor contengono chiari elementi avantgarde metal. A livello di testi l'ispirazione principale è sicuramente dettata dal black metal, con meno enfasi sui temi classici del death metal.
Alcuni gruppi inoltre hanno fuso il black metal con il death metal più melodico, esempi sono i Dissection e i Lord Belial. In Italia il genere, rimasto sempre tendenzialmente di nicchia, è rappresentato da band quali i laziali Voltumna e i lombardi Veratrum, e nelle ultime produzioni dai romagnoli Hierophant.

### Brutal death metal
L'area, musicalmente, più radicale del death, che incorpora la violenza del grindcore. Come suggerisce il nome, è una musica brutale e velocissima, accompagnata, in generale, da testi di natura splatter. Il canto gutturale in growl diviene ancor più grave e ossessivo, sebbene molte band utilizzino anche la tecnica dello scream. La batteria è costantemente in un tripudio di velocità e pesantezza (d'obbligo l'uso del blast beat) e le chitarre e i bassi sono estremamente distorti. Negli ultimi anni, nel brutal sono stati inseriti vari tecnicismi, arrivando in alcuni casi ad introdurre influenze jazzistiche. Tra i maggiori esponenti del brutal death metal si possono ricordare i Cannibal Corpse, i Suffocation e i Cryptopsy, l'inizio delle cui carriere data ai primi anni novanta (quest'ultimo gruppo fu tra i primi a introdurre tecniche jazzistiche nella composizione). Da menzionare inoltre gruppi quali Nile, che propongono un interessante connubio di brutal e technical death, e sebbene improntati maggiormente verso sonorità deathgrind, anche Cattle Decapitation e Aborted.

### Death doom metal
Bisogna distinguere fra il death metal influenzato dal doom, e il death-doom metal propriamente detto: quest'ultimo non è un vero e proprio sottogenere del death metal, dato che le sue radici sono prettamente doom metal, tuttavia presenta caratteristiche evidenti di esso. Peculiarità di questo movimento musicale sono un acceso dualismo fra la lentezza e la pesantezza delle ritmiche doom metal con i growl propri del death. I Paradise Lost furono, probabilmente, la prima band di genere death doom con il debutto Lost Paradise (1990). Seguono a ruota altre importanti formazioni come Anathema, My Dying Bride, Dusk e Novembers Doom. Con il passare degli anni, molti gruppi di questo frangente abbandoneranno i suoi stilemi per abbracciare sonorità diverse, talvolta estranee all'heavy metal (i Paradise Lost incorporarono sonorità gothic metal e, per un certo periodo, synth pop/rock alla Depeche Mode, gli Anathema si diedero al rock alternativo).
Per quanto riguarda il death doom più legato al death, si possono indicare i padri in gruppi come gli Asphyx, che estremizzarono man mano la tendenza degli Obituary ad introdurre sezioni dal ritmo più lento. I lidi più estremi di questo micro-genere si toccarono però con band come i Dusk, i Decomposed e soprattutto i Winter, che già nel 1990 arrivarono a lambire territori funeral doom nel disco di culto Into Darkness. Caratteristica del death metal più lento è l'atmosfera particolarmente angosciante ed opprimente che è in grado di generare, per nulla mitigata da elementi melodici. I gruppi appartenenti a questo filone possedevano una maggior varietà di ritmi rispetto alle band death-doom di scuola inglese: spaziavano infatti da passaggi lentissimi a feroci sfuriate di classico death-metal. La pesantezza particolare di questa musica fece sì che nessuna delle band che lo abbracciarono ebbero lunga vita. Curiosamente è a questo genere che fece parte il più noto gruppo metal interamente femminile, le Mythic. Queste ultime non arrivarono neppure ad incidere un album (come d'altronde molti colleghi), ma il loro materiale demo è ritenuto di culto.

### Melodic death metal
Il melodic death metal è una forma più melodica del genere, che proliferò in Svezia agli inizi degli anni novanta. Al contrario di altri sottogeneri del death, il melodic contiene una maggior quantità di riff di chitarra melodici ed anche occasionali voci pulite contrapposte al tradizionale growl tipico del death metal. Quasi tutte le band del genere provengono dal nord Europa, specialmente dalla Svezia e dalla Finlandia, talvolta dalla Germania. Il melodic death, sebbene provenga dalla stessa area geografica del black metal, la Scandinavia, non parla di esoterismo, ma ha temi più poetici ed onirici, oppure legati alla depressione e ai disagi esistenziali. Tra i primi artisti che proposero questo tipo di musica sono da citare gli svedesi Dark Tranquillity, ma poco dopo anche band come In Flames, Amon Amarth, At the Gates, Children of Bodom, Arch Enemy, Soilwork e Eternal Tears of Sorrow, tutte importanti per la sua diffusione. Gruppo fondamentale del genere sono stati gli Edge of Sanity, in particolar modo per il disco di culto "Crimson", un concept-album articolato in un'unica suite di quaranta minuti, rivoluzionaria per l'epoca.
In Italia si sono distinti nel melodic death Disarmonia Mundi e Dark Lunacy. Come per il death doom, verso la fine degli anni novanta e l'inizio dei 2000, molti gruppi cambiarono stile, sperimentando l'aggiunta di elementi come le tastiere (In Flames, Soilwork e Eternal Tears of Sorrow ad esempio), maggior presenza di voci pulite, stilemi più alternativi ed un sound più "elettronico".

### Progressive death metal
Il progressive death metal, commistione tra progressive metal e death metal, nasce e si sviluppa agli inizi degli anni novanta sia in Scandinavia che in Nord America parallelamente al technical death metal. Mentre in Svezia ottengono un ottimo riscontro di critica e pubblico gli Opeth, negli Stati Uniti il genere viene sperimentato e portato in auge dagli album Piece of Time e Human, rispettivamente degli statunitensi Atheist e Death.

### Technical death metal
Nel technical death metal, talvolta abbreviato come techno-death o tech-death, si fondono le caratteristiche basilari del death a quelle del rock progressivo, del jazz e della fusion. Le tematiche si discostano da quelle del death metal tradizionale, e riguardano l'ambito emotivo, psicologico, introspettivo e filosofico.
Padri del genere sono gli Atheist e i Nocturnus nell'album dalle sonorità sinfoniche a tema futuristico Thresholds (1991), i Death, negli album Human (1991), Individual Thought Patterns (1993), Symbolic (1995) e The Sound of Perseverance (1998) (questi ultimi due album con forti tinte progressive), i Cynic nell'album Focus (1993), gli olandesi Pestilence con Testimony of the Ancients e Spheres (caratterizzato da forti influenze jazz-fusion) e gli italiani Sadist. Dagli anni 2010 in poi l'interesse per questo sottogenere è ricresciuto, e in quel periodo cominciano a nascere un gran numero di gruppi che s'ispirano agli Atheist ed ai Death, come i Theory in Practice e i Revocation. Particolari esponenti di tale genere sono inoltre i Nile, che aggiungono al genere sonorità e strumenti tipici egiziani per creare un tipo di sound molto particolare e dal quale sono stati ispirati anche i Behemoth, come nella realizzazione del loro album The Satanist, e i Decapitated, descritti come una delle band più veloci e precise del genere.

### Symphonic death metal
Altra combinazione tra generi è il symphonic death metal, commistione tra death metal e symphonic metal. Fanno parte di questo filone gruppi death metal italiani come i Dark Lunacy e i Fleshgod Apocalypse: i primi sono minimali, mentre i secondi utilizzano elementi orchestrali massicci. Uno stile simile a quest'ultimo viene proposto dai greci Septicflesh, che fanno un death metal molto violento arricchito da atmosfere gotiche e da una decisa impronta sinfonica ottenuta con una vera orchestra e con dei cori di voci liriche.

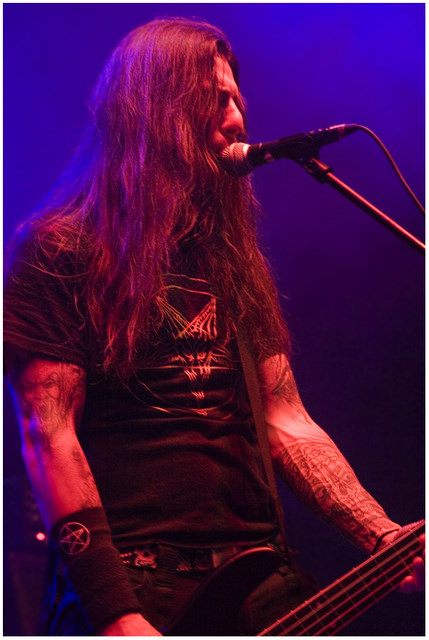
Spiros "Seth" Antoniou, cantante dei Septicflesh

A essi si aggiungono successivamente gli olandesi MaYaN, side-project del chitarrista degli Epica Mark Jansen, che fondono symphonic metal, progressive death metal, symphonic black metal e tendenze brutal death metal; in sintesi, possono essere definiti come la versione più estrema e meno melodica degli Epica. Anche questi ultimi, pur proponendo un sound principalmente symphonic metal, in vari brani hanno inserito, tra le altre, importanti influenze progressive death metal e melodic death metal.
Altre band importanti per il symphonic death metal sono i finlandesi Eternal Tears of Sorrow, i canadesi Ex Deo, gli austriaci Hollenthon, i giapponesi Serenity in Murder e gli statunitensi Immanifest. Anche gli andorrani Persefone, in qualche brano, sono assimilabili a questo sottogenere.

### Altre commistioni
Nel corso del tempo, sono stati coniati termini nuovi come deathcore, ibrido tra death metal, metalcore e hardcore punk, i cui gruppi solitamente si ispirano a quanto fatto in ambito melodic death dagli At the Gates (Dimension Zero, Nightrage, Winds of Plague). Si trovano anche miscele thrash/death al tempo stesso melodiche e molto estreme come con gli svedesi Darkane, o più alternative e melodiche che estreme come con gli italiani Disarmonia Mundi.
Inoltre dalla fusione di death metal e rock and roll è nato il death 'n' roll, i gruppi hanno la caratteristica di suonare con tempi rock, ma la voce è in growl. I maggiori gruppi della scena sono Gorefest, Entombed e Six Feet Under.
Dall'unione del grindcore (a sua volta genere derivato dal death, oltre che dal thrash e dall'hardcore punk) e il death metal è invece nato, negli anni 2000, il deathgrind.

### Deathrash
Possibilmente una delle forme più leggere, il deathrash (indicato spesso semplicemente come thrash/death e non come un genere proprio) è un ibrido tra death metal, thrash metal e hardcore punk, che si concentra di più sulla velocità dei pezzi anziché alla pesantezza e gli elementi gore. Genere rimasto underground, ha raggiunto una certa fama verso la fine degli '80 e i primi anni '90, specialmente in Bali, Indonesia, grazie al criticismo che si era formato dall'alto sviluppo turistico e l'espansione della cultura. Come band importanti del genere si ricordano i Sepultura (specialmente con i loro album Beneath the Remains e Arise), Grave, Mortification, The Crown e i Deathchain.